# Majestix
Majestix (franska: Abraracourcix) är byhövding i serierna om Asterix, skapad av René Goscinny och Albert Uderzo. Sedan det första albumet har han – mer eller mindre framgångsrikt – försökt att agera sammanhållande kraft i den galliska byn.

## Beskrivning
Hans fru heter Bonemine. Majestix har liksom alla andra galler i albumen mustasch, och han har också rödlätt flätat hår och bär hjälm. Hans tröja är grön och han är tämligen klotrund om magen, om än inte lika välväxt som Obelix. En diet på vin och vildsvin har lett till att han åtminstone en gång fått allvarliga problem med sin lever.

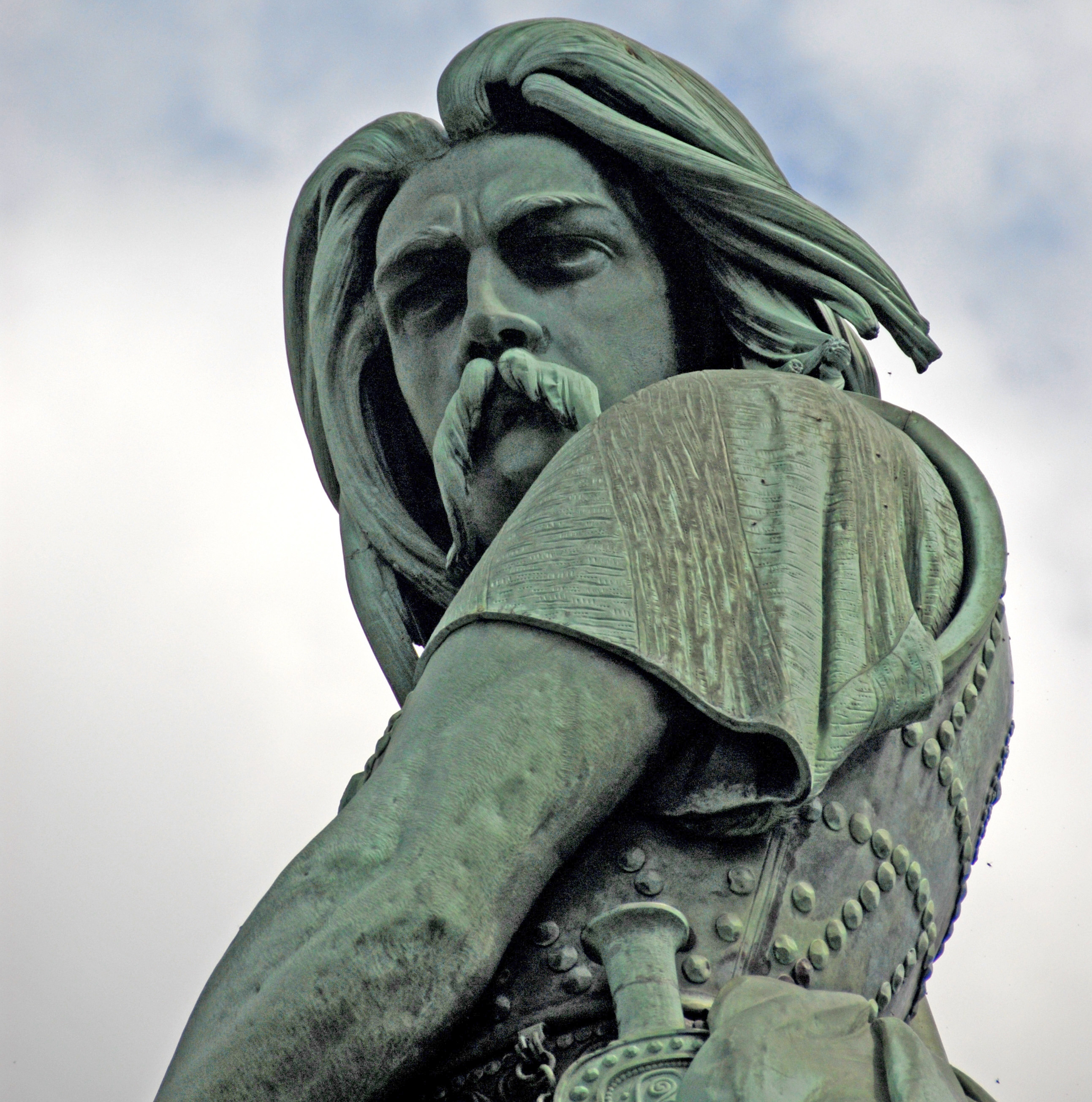
Majestix har fått överta sin sköld, som han låter sig bäras runt på, av gallernas folkhjälte Vercingetorix.

Majestix har ofta en central roll i äventyren, som till exempel i Asterix och tvekampen. För att framhäva sin upphöjda ställning i byn, låter han ofta transportera sig själv buren på sin sköld av två bärare, som emellertid sällan lyckas framföra sin hövding varken säkert eller effektivt. Skölden har han fått överta efter Vercingetorix
Majestix är endast rädd för en sak – att himlen skall falla ned över hans huvud. Men som han alltid säger, "varför oroa sig för morgondagen"?

## Namn
Majestix originalnamn Abraracourcix syftar på det franska begreppet à bras raccourcis (= "våldsamt"; bokstavligen "med förkortade armar"). Här följer en listning av namn på ett antal olika språk:
- Afrikaans – Grootkokkedorix / Allamapstix
- Baskiska – Abrarakurzix
- Bretonska – Anerzbrec'hiks (från a-nerzh brec'h)[2]
- Cymru – Einharweinix (från ein harweinydd, "vår ledare")[2]
- Danska – Majestix
- Engelska – Vitalstatistix (GB) / Macroeconomix (USA)[2]
- Estniska – Majestix
- Finska – Aladobix
- Franska – Abraracourcix
- Galiciska – Abraracúrcix / Abrazopartidix
- Grekiska – Μαζεστίξ (Mazestíx)
- Indonesiska – Abracourcix
- Italienska – Abraracourcix
- Katalanska – Copdegarròtix / Abraracúrcix
- Kroatiska – Vitalstatistix
- Latin – Maiestix
- Lågtyska – Majestix
- Nederländska – Heroïx
- Occitanska – Fasempascrèdix
- Portugisiska – Matasétix
- Ryska – Asparanoiks
- Skotsk gaeliska – Uasalaix (från uasal, "adelsman")[2]
- Slovenska – Ataaufbix
- Spanska – Abraracúrcix
- Svenska – Majestix
- Tjeckiska – Majestatix
- Turkiska – Toptoriks
- Tyska – Majestix
- Ungerska – Hasarengazfix[3]